# Пилсудский, Бронислав Осипович
Бронисла́в О́сипович Пилсу́дский (пол. Bronisław Piotr Piłsudski, лит. Bronislovas Petras Pilsudskis, Брони́слав Пётр Пилсу́дский; 21 октября [2 ноября] 1866, Залавас, Виленская губерния — 17 мая 1918, Париж) — польский деятель революционного движения и этнограф; старший брат Юзефа Пилсудского и Адама Пилсудского.

## Биография

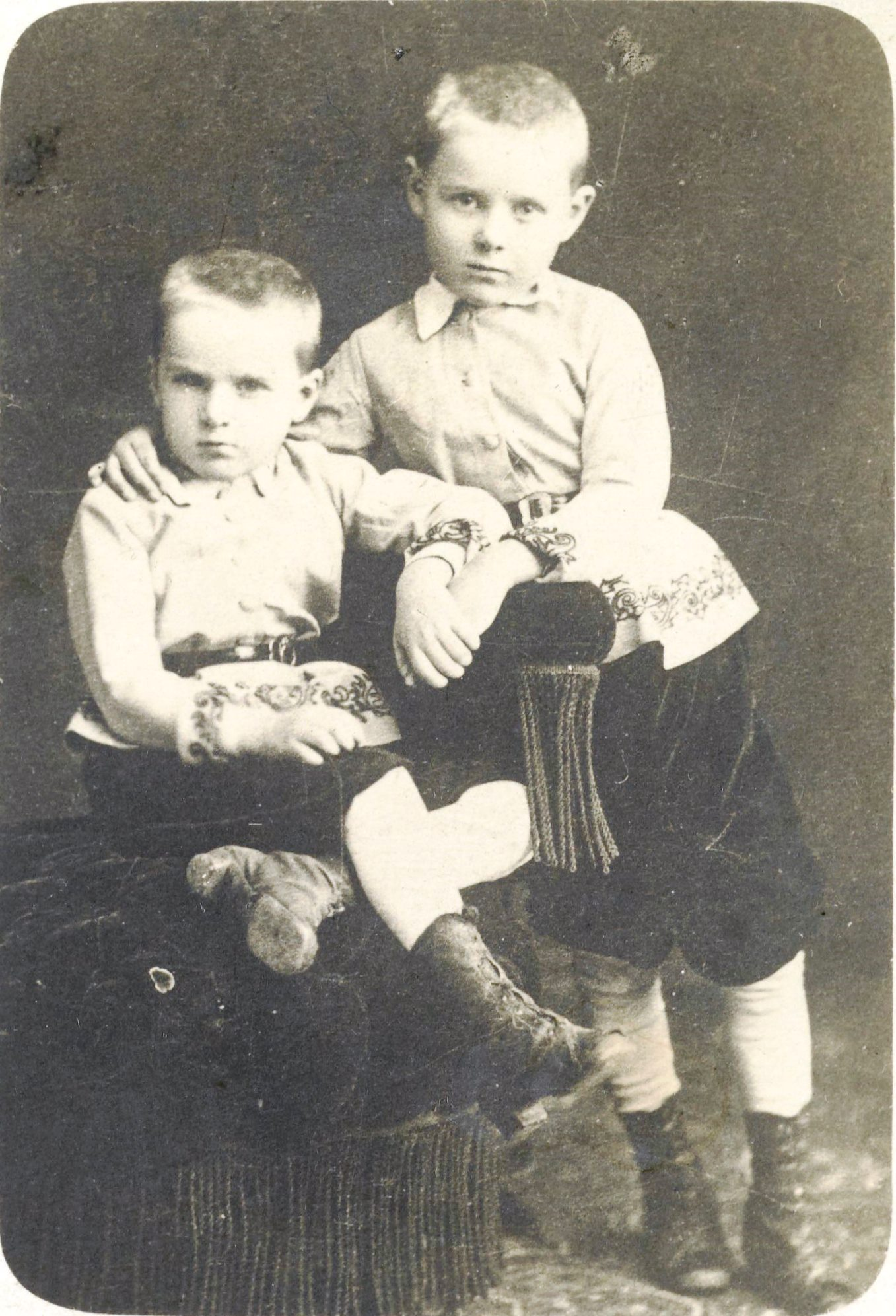
Юзеф и Бронислав Пилсудские в детстве

Родился в Зулове (пол. Zułów, лит. Zalavas) под Вильной в патриотической семье. Отец — Юзеф Винцент Пётр Пилсудский, во время восстания 1863 года был комиссаром Национального правительства («Жонд народовы») в Ковенском уезде; мать — Мария Биллевич, из известного литовского рода. С 1874 семья жила в Вильне. С 1877 учился в виленской гимназии, располагавшейся в здании закрытого Виленского университета. Вместе с братом Юзефом Пилсудским в 1882 основал патриотический кружок самообразования Spójnia, занимавшийся доставкой из Варшавы польских книг, в том числе социалистических и естественнонаучных изданий.
В 1886 выехал в Санкт-Петербург и поступил на юридический факультет университета. Участвовал в подготовке Народной волей покушения на императора Александра III в 1887 (см. Террористическая фракция партии Народная воля). Был, как и Александр Ульянов и ряд других, осуждён на смертную казнь. Император при утверждении приговора заменил для Бронислава смертную казнь 15 годами каторжных работ на Сахалине.
В 1896 Пилсудский был отправлен на юг Сахалина для создания метеорологических станций на посту Корсаковский и селении Галкино-Враское (современный Долинск), а также для пополнения этнографических материалов об айнах.
На Сахалине познакомился с Эдмундом Плосским и в 1891 с известным этнографом Л. Я. Штернбергом, пребывавшим в ссылке. Вместе с ним изучал сахалинских нивхов, записывал нивхский фольклор, собирал этнографическую коллекцию.
После 10 лет каторги был переведён в разряд ссыльно-поселенцев (1897). В конце 1898 года Приамурский генерал-губернатор по ходатайству Общества изучения Амурского края разрешил перевод Пилсудского во Владивосток для работы в музее Общества. В марте 1899 года Пилсудский прибыл во Владивосток, где работал в музее Общества изучения Амурского края по 1901 год, до конца срока ссылки.
В 1903 году Б. Пилсудский был награждён малой серебряной медалью Русского Географического общества «за труды на пользу науке» и при поддержке общества совершил поездку на остров Иессо (современное название — Хоккайдо) совместно с В. Серошевским.
В 1902–1905 годах по поручению Академии наук на Сахалине занимался изучением айнов, нивхов, ороков — среди прочего производил уникальные записи на восковых валиках песен и речи айнов, составил словари (свыше 10 тысяч слов айнского языка, 6 тысяч нивхского языка), запечатлел на фотографиях типы аборигенов.
Через Японию и США перебрался в австрийскую Польшу в 1905, обосновался в Кракове. После начала Первой мировой войны выехал в Швейцарию. В конце 1917 переехал в Париж, где в 1918 утонул в Сене. Современники полагали, что он покончил с собой.
Похоронен на кладбище в Монморанси.

## Семья

Герб Пилсудских

В конце 1902 года в деревне Ай на восточном побережье Сахалина Бронислав познакомился с племянницей айнского старосты. Чухсанма родила ему сына Сукэдзо (1903) и дочь Кие. Осенью 1905 года Бронислав пытался забрать семью, но староста этого не позволил.
Все потомки сына и дочери Бронислава Пилсудского сегодня живут в Японии и являются японскими гражданами. Поскольку у Юзефа Пилсудского были только дочери, то единственным прямым потомком по отцовской линии всей семьи Пилсудских является внук Бронислава, который живёт в Иокогаме.

## Память
В 1946 году именем Бронислава Пилсудского названа гора на острове Сахалин в южном отроге хребта Шренка (Западно-Сахалинские горы, Долинский район, высота над уровнем моря 419,2 м, 47°23′51″ с. ш. 142°30′56″ в. д.). На старых японских картах эта гора называлась Рюгасэ или Тацугасэ-яма (яп. 竜ヶ瀬山, Гора Драконья стремнина).

В 1991 году у здания Сахалинского областного краеведческого музея в честь его 125-летия был открыт памятник. На торжествах при открытии памятника присутствовали члены айнской семьи Пилсудского.
В 1997 году при Сахалинском краеведческом музее по инициативе историка Владислава Латышева был открыт Институт наследия Бронислава Пилсудского. 
С 1998 года на Сахалине выходят Известия института наследия Бронислава Пилсудского.

В 2002 году в серии «Поляки мира» почта Польши выпустила марку в память Бронислава Пилсудского номиналом в 2 злотых.

В 2008 году Польский банк выпустил в обращение памятные монеты 2 злотых и 10 злотых.

## Сочинения
- Пилсудский Б. Фольклор сахалинских айнов. — Южно-Сахалинск: Сахалинское книжное издательство, 2002. — 61 с. — ISBN 5-88453-083-6.
- Pilsudski B. Materials for study of the Ainu Language and Folklore. Cracow, 1912.